# The Beatles Complete On Ukulele
The Beatles Complete On Ukulele war ein weltweites Musikprojekt der Musikproduzenten Roger Greenawalt und David Barratt, das Neuaufnahmen in ganz neuen Arrangements aller Originalsongs der britischen Popgruppe The Beatles präsentiert. Hierzu zählen sämtliche Originalkompositionen der Band aus den Jahren zwischen 1962 und 1970.

## Idee
Das Projekt wurde am 20. Januar 2009 begonnen (dem Datum der 1. Amtseinführung von Barack Obama) und am 31. Juli 2012 beendet (Eröffnungstag der Olympischen Sommerspiele in London). Jede Woche hat TBCOU, so die Kurzform des Projekts, in diesem Zeitraum eine neu aufgenommene Version eines Originalsongs von den Beatles veröffentlicht. Zu jedem Titel gibt es einen allgemein verständlichen Aufsatz, in dem Aspekte der Aufnahme und dem jeweiligen Künstler erklärt werden. Das Besondere an den neuen Versionen war die Tatsache, dass in dem Arrangement eines jeden Songs eine Ukulele enthalten ist. Jedes Stück wurde so von einem anderen Künstler vorgetragen und wöchentlich jeden Dienstag veröffentlicht.
Insgesamt wurden 185 Titel von der Gruppe The Beatles komplett neu arrangiert und aufgenommen. Für das gesamte Projekt ist neben den musikalischen Aspekten auch der Gesichtspunkt der Philanthropie mit dem Motto: If every citizen spent a little bit of time playing the ukulele, the world would be a nicer place wichtig. Diesem Motto folgend wurden insgesamt zehn von New Yorker Künstlern handsignierte Ukulelen an zehn Persönlichkeiten der Welt als Geschenk verteilt: Carlos Slim, Wladimir Putin, Hu Jintao, Michelle Obama, Julian Assange, Bill Gates, Oprah Winfrey, Dalai Lama, Paul McCartney, Benjamin Netanyahu und Mahmoud Abbas.

## Künstler
Künstler, die unter anderem an dem Musikprojekt mitwirkten waren: Samantha Fox, Wang Chung, Nicki Richards, Victoria Vox, Southside Jonny, Gerald Ross, Adam Green, Cynthia Lennon, Peter Buffett, Victor Spinetti und zahlreiche weitere Künstler aus der ganzen Welt.

## Lieder (Auswahl)
- Den Song Let It Be trägt ein Gospelchor vor. Der Text des Songs wird mit einzelnen Samples aus Reden des Präsidenten Barack Obama zusammengesetzt.[4]
- Den Titel In My Life präsentiert John Lennons erste Ehefrau Cynthia Lennon.[5]
- Das Lied Obladi Oblada wurde von Victor Spinetti eingesungen.[6] Auch er hatte eine enge Beziehung zu den Beatles. Spinetti tritt als Schauspieler in zahlreichen ihrer Filme auf und war ein fester Bestandteil der filmischen Aktivitäten der Gruppe.
- Der Song Rain wurde von der Band Wang Chung interpretiert.[7]
- Den Titel I Should Have Known Better steuerte die britische Popsängerin Samantha Fox bei.[8]
- Das Lied If I Needed Someone wurde vom Düsseldorfer Musiker Christian Jahl in eine dt. Version umgetextet und eingespielt.[9]